# Metformina
La metformina, comercialitzada com a clorhidrat de metformina, és un fàrmac antidiabètic d'aplicació oral del tipus biguanida. S'utilitza comunament en la prevenció i el tractament de la diabetis mellitus tipus 2, abans coneguda com a diabetis no insulinodependent, particularment en pacients amb sobrepès, així com en infants i persones que presenten una funció renal normal. S'indica per si sola com a adjuvant de l'exercici físic i la dieta en pacients en què la hiperglucèmia no pot ser controlada només amb modificacions de la dieta.
La metformina és tan efectiva reduint els nivells elevats de glucosa a la sang com les sulfonilurees, les tiazolidinediones i la insulina. A diferència de molts altres antidiabètics, per si sola, la metformina no produeix hipoglucèmia. També redueix els nivells de LDL i triglicèrids circulants a la sang i pot ajudar a perdre pes. És un dels dos antiglicemiants orals que pertanyen a la llista model de medicaments essencials de l'Organització Mundial de la Salut, juntament amb la glibenclamida, i és l'únic medicament conegut capaç de prevenir les malalties cardiovasculars associades a la diabetis. No es recomana superar els 2 g de metformina al dia. Per evitar al màxim les reaccions adverses s'indica la metformina a dosis baixes i es pren durant les menjades. Alguns preparats comercials combinen la metformina amb clorpropamida o nateglinida.

## Història
Els antidiabètics del tipus biguanida, que inclouen fenformina i buformina, ja retirats del mercat, tenen un origen històric en una planta (Galega officinalis) coneguda des de fa segles a la medicina popular per la seva capacitat de reduir els efectes de la diabetis.

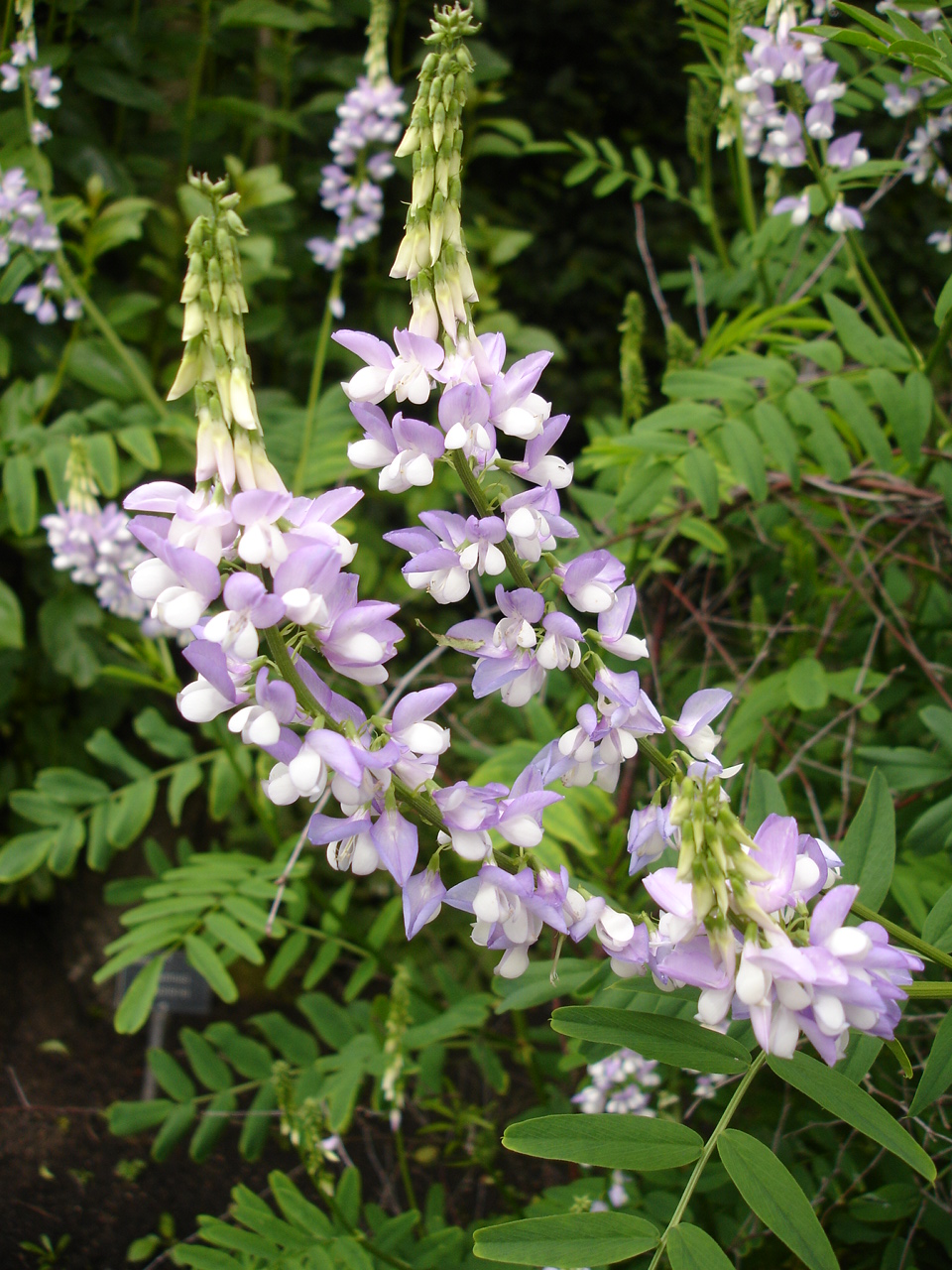
Galega officinalis, una font natural de galegina.

El 1918 es va redescobrir la utilitat de la planta com a tractament antihiperglicemiant (que no hipoglicemiant), identificant-se tres derivats de la guanidina: monoguanidines (galegina), diguanidines (sintalina) i biguanides, formades per la unió de dues molècules de guanidina i l'eliminació d'un radical amino. La metformina va ser descrita a la literatura científica per Emil Werner i James Bell el 1922, com un metabòlit que apareix en la síntesi de N, N-dimetilguanidina. El 1929 Slotta i Tschesche van descobrir la seva acció de disminució dels nivells de glucosa en sang de conills, indicant que era el més potent dels anàlegs de la biguanida fins llavors estudiats. Com va ocórrer amb altres analògics de la biguanida, els resultats de Slotta i Tschesche van passar a l'oblit, eclipsats fonamentalment per la insulina.
Amb el temps, l'interès en la metformina reapareix al final de la dècada de 1940. Després, el 1950, es va demostrar que la metformina, a diferència d'altres compostos similars, no causava una disminució de la pressió arterial i la freqüència cardíaca en els animals d'experimentació. Aquest mateix any, un prominent metge filipí, Eusebio Y. García, va utilitzar la metformina, que va anomenar fluamina, per tractar la grip i va assenyalar que el medicament havia aconseguit abaixar els nivells de sucre en sang fins a límits fisiològics en els pacients tractats i sense toxicitat. García també va atribuir a la metformina accions bacteriostàtiques, antivirals, antipalúdiques, antipirètiques i analgèsiques.
Mentre treballava a l'Hospital de la Pitié-Salpêtrière, el diabetòleg francès Jean Sterne estudia les propietats antihiperglucèmiques de la galegina, un alcaloide aïllat de la mateixa planta Galega officinalis, estructuralment relacionada amb la metformina, i que havia estat usada com a antidiabètic prèviament a l'aparició de les sinalines. Posteriorment, mentre treballava als Laboratoris Aron a Suresnes (un suburbi de París, a França), Sterne va trobar motivació en el reportatge de García i va treballar sobre la base de les bondats de la metformina sobre el sucre a la sang. Sterne va ser el primer a utilitzar la metformina en humans com a teràpia per al tractament de la diabetis i va encunyar el nom de glucòfag (menjador de glucosa) amb el qual va nomenar el fàrmac i finalment va publicar els seus resultats el 1957.
Va ser només amb la retirada d'altres biguanides en la dècada de 1970 que es va difondre un ampli interès en la metformina. Va ser aprovada al Canadà el 1972, però no va rebre l'aprovació de les autoritats pertinents als Estats Units fins al 1995. Recentment, s'ha estudiat l'ús de la metformina en pacients amb diabetis mellitus tipus 1, així com els beneficis sobre la salut de persones sense diabetis.

## Síntesi
La síntesi química de la metformina, descrita originalment el 1922 i reproduïda posteriorment en diversos estudis i publicacions, consisteix en la reacció de clorhidrat de dimetilamina amb la 2-cianoguanidina (dicandiamida) per efecte de la calor.
D'acord amb el procediment descrit en la patent de 1975, així com a la Pharmaceutical Manufacturing Encyclopedia, es dissolen quantitats equimolars de dimetilamina amb 2-cianoguanidina en toluè, refredant-lo amb l'objectiu de produir una solució concentrada a la qual s'afegirà una quantitat equimolar de clorur d'hidrogen. La barreja comença a bullir per si sola, la qual, després de refredar-se, precipita hidroclorur de metformina amb un rendiment d'un 96%.

## Farmacocinètica
Després de l'administració de metformina per via oral un 70% s'absorbeix a l'intestí prim. Té una biodisponibilitat d'un 50 a un 60% i la concentració màxima al plasma sanguini  (Cmax) s'observa entre 2 i 4 hores després de la seva administració. Després de la seva absorció gastrointestinal, es distribueix en els teixits corporals perifèrics (300-1000 L després d'una sola dosi oral) aconseguint l'estat estacionari al cap d'un o dos dies. Pràcticament no s'uneix a les proteïnes plasmàtiques. No és metabolitzada al fetge ni al tracte gastrointestinal, de manera que s'excreta inalterada a través del ronyó (el 90% en aproximadament 12 hores), amb una vida mitjana d'eliminació de 5 hores (1,5 a 6,2 hores). La principal ruta d'eliminació de la metformina és la secreció tubular renal.

## Farmacodinàmica

### Mecanisme d'acció

#### Al tracte digestiu
Estudis realitzats el juny de 2016 indiquen que la metformina actua des del moment de ser ingerida per la flora intestinal en afavorir el creixement d'unes 80 espècies bacterianes que són beneficioses per a l'ésser humà. A diferència d'altres medicaments en què l'absorció intestinal és molt baixa (per exemple l'albendazole), la metformina és assimilada i passa al torrent sanguini.

#### Al torrent sanguini
La metformina és un antihiperglucemiant que disminueix els nivells de glucèmia basal i postprandial. Aquest efecte s'aconsegueix principalment mitjançant el control de l'excés de producció hepàtica de glucosa en reduir la gluconeogènesi. A més augmenta la captació cel·lular de glucosa, augmenta la transducció de senyals de la insulina, disminueix la síntesi d'àcids grassos i triglicèrids i augmenta la beta oxidació d'àcids grassos. També augmenta la utilització perifèrica de glucosa i probablement disminueix la gana i l'absorció de glucosa intestinal. La metformina no afecta la secreció d'insulina pel pàncrees així que no produeix hipoglucèmia ni hiperinsulinisme.
Els mecanismes moleculars pels quals la metformina exerceix els seus efectes són complexos i no totalment compresos. Aquests mecanismes inclouen l'augment de la fosforilació i activació de la proteïna quinasa activada per AMP (AMPK, per les sigles en anglès), un enzim hepàtic que inhibeix la síntesi de glucosa i lípids, tot i que el mecanisme precís encara no està dilucidat, ja que la metformina podria actuar directament o bé indirectament per produir aquest efecte.
L'acció de la metformina ocorre principalment a nivell dels hepatòcits, on es concentra a les mitocòndries inhibint el complex I de la cadena respiratòria, suprimint la producció d'ATP. També produeix efectes en la relació NAD+/NADH, la qual cosa podria explicar-se per la inhibició de la glicerol 3-fosfat deshidrogenasa mitocondrial necessària per a la reoxidació del NAD +. El descens relatiu d'ATP respecte d'AMP i l'ADP indueix l'activació de l'AMPK.
L'acció de la metformina també es produeix per mecanismes independents de l'AMPK, com la inhibició de l'enzim fructosa-1,6-bisfosfatasa produïda per l'augment de l'AMP, la qual cosa redueix la producció de glucosa. Així mateix, es produeix la inhibició de l'adenilat ciclasa, produint menys quantitat d'AMP cíclic, la qual cosa redueix l'expressió de l'ARNm que codifica els enzims productors de glucosa glucosa-6-fosfatasa (G6Pasa) i fosfoenolpiruvat carboxiquinasa (PEPCK), tant en una forma independent d'AMPK com en una altra via dependent.

### Interaccions
| Fàrmacs que interaccionen amb la metformina | |
| Fàrmac                                      | Resultats de la interacció                                                                               |
| Supressors de l'àcid gàstric                | |
| Cimetidina                                  | Disminueix l'excreció renal de metformina per inhibició del MATE1 y OCT2. Risc elevat d'acidosi làctica. |
| Ranitidina                                  | Disminueix l'excreció de metformina per inhibició del MATE1.                                             |
| Famotidina                                  | Augmenta la biodisponibilitat de la metformina.                                                          |
| Inhibidors de la bomba de protons           | Augmenta la biodisponibilitat de la metformina.                                                          |
| Antibiòtics                                 | |
| Trimetoprim                                 | Inhibeix l'eliminació de metformina.                                                                     |
| Cefalexina                                  | Disminueix l'excreció de metformina. N'augmenta el nivell plasmàtic i els efectes adversos.              |
| Rifampicina                                 | Augmenta l'efecte hepàtic de la metformina.                                                              |
| Dolutegravir                                | Pot provocar hipoglucèmia i intolerància digestiva per la metformina.                                    |
| Pirimetamina                                | Disminueix l'excreció renal de metformina. N'augmenta el nivell plasmàtic i els efectes adversos.        |
| Anticancerígens                             | |
| Vandetanib                                  | Augmenta la concentració plasmàtica de metformina.                                                       |
| Inhibidors de la tirosina quinasa           | Augmenta la concentració plasmàtica de metformina.                                                       |
| Bloquejadors betaadrenérgics                | |
| Atenolol                                    | Augmenta la concentració plasmàtica de metformina.                                                       |
| Metoprolol                                  | Disminueix la concentració plasmàtica de metformina.                                                     |
| Altres                                      | |
| Contrast radiològic amb iode                | Risc d'acidosis làctica. No s'ha d'emprar 48 hores abans ni després.                                     |
| Ranolazina                                  | Augmenta la concentració plasmàtica de metformina.                                                       |
| Anticolinérgics                             | N'augmenta l'absorció intestinal, el nivell plasmàtic i els efectes adversos.                            |

## Ús clínic
La metformina millora el control de pacients obesos amb hiperglucèmia i disminueix el risc de malalties cardiovasculars en aquests individus. Ha estat prescrita fonamentalment en pacients amb hiperglucèmia deguda a l'acció ineficaç de la insulina, és a dir, la síndrome de resistència a la insulina acompanyat o no d'obesitat. Atès que la metformina no actua sobre la insulina i evita l'augment de pes sense provocar hipoglucèmia, ofereix evidents avantatges sobre el control de la insulina i les sulfonilurees en el tractament de la hiperglicèmia en aquest grup de pacients. S'ha documentat la hipoglèmia amb l'administració de metformina durant l'exercici intens, però és una eventualitat extremament rara. Ocasionalment s'ha notat una lleu disminució del pes en pacients que prenen metformina, així com dels nivells de triglicèrids i colesterol LDL i contribueix a l'adherència a una dieta hipocalòrica reduint el desig anormal de menjar aliments quan no se'n té necessitat. El grup d'estudi UKPDS (de l'anglès, United Kingdom Prospective Diabetes Study) amb pacients amb sobrepès i diabetis va informar que la teràpia amb metformina disminueix el risc de trastorns macrovasculars i microvasculars, en contrast amb els altres grups de fàrmacs, que només modifiquen la morbiditat microvascular, sent l'únic medicament antidiabètic que s'ha demostrat que ofereix protecció contra les complicacions cardiovasculars de la diabetis. La metformina també s'indica en combinació amb insulina o secretagogs tiazolidindiones en diabètics tipus 2 en els quals la monoteràpia oral resulta insuficient. La metformina és útil en la prevenció de la diabetis tipus 2, el Programa de prevenció de la diabetis va arribar a la conclusió que la metformina és eficient en la prevenció del debut de la diabetis tipus 2 en pacients de mitjana edat, els individus obesos amb intolerància a la glucosa i glucèmia en dejú elevada. Curiosament, la metformina no evita la diabetis en pacients prediabètics de major edat i en bones condicions físiques.
En un estudi en el qual es va fer un seguiment a més de 3200 persones durant deu anys, el tractament amb metformina va disminuir un 18% les possibilitats de desenvolupar diabetis en els pacients d'alt risc, mentre que els canvis en l'estil de vida van reduir aquest risc un 34%. És a dir, les modificacions en l'estil de vida, com seguir una alimentació saludable i equilibrada (piràmide alimentària) i fer exercici de forma consistent, és dues vegades més efectiu que prendre metformina per mantenir una pèrdua de pes i evitar el desenvolupament de la diabetis tipus 2.
La metformina és cada vegada més usada en pacients amb síndrome de l'ovari poliquístic (SOP), l'esteatosi hepàtica no alcohòlica (EHNA) i la pubertat precoç, tres malalties que presenten resistència a la insulina. No obstant això, aquestes indicacions es consideren encara en etapa experimental. Tot i que la metformina no té permís per a la seva utilització en pacients amb SOP, l'Institut Nacional per a la Salut i l'Excel·lència Clínica del Regne Unit recomana que les dones amb SOP i un índex de massa superior a 25 rebin la teràpia amb metformina quan les altres teràpies no han produït resultats favorables. El benefici de la metformina en EHNA no ha estat àmpliament estudiat i pot ser només un efecte temporal. La metformina pot reduir l'augment de pes en pacients que prenen antipsicòtics atípics.

## Efectes adversos

### Acidosi làctica
Un altre possible efecte secundari, més rar però més greu, és l'acidosi làctica, identificable per una sensació de debilitat i malestar general associada amb l'acumulació excessiva d'àcid làctic a la sang. El risc d'una acidosi làctica no augmenta amb la administració de metformina en persones que no tenen factors de risc coneguts, com ara insuficiència renal, insuficiència cardíaca o insuficiència hepàtica. Es creu que la raó de l'acidosi làctica és un augment en la respiració anaeròbica intestinal. Normalment, el fetge podria convertir aquesta acumulació de lactat en glucosa a través de la gluconeogènesi, però és aquesta mateixa via que la metformina inhibeix. Qualsevol condició que pugui precipitar l'acidosi làctica contraindica l'ús de metformina.
Tots els pacients en tractament amb metformina n'haurien de suspendre la ingesta almenys 48 hores abans de sotmetre's a una operació quirúrgica per tal que el fàrmac s'hagi eliminat completament quan aquesta es realitzi. Aquesta és una mesura profilàctica, en un esforç per reduir el risc d'acidosi làctica que pot ser secundària a les complicacions de procediments quirúrgics, com ara hipotensió, infart de miocardi o xoc sèptic.